# Martin Venix
Martin Venix (né le 4 mars 1950 à Tilbourg) est un coureur cycliste néerlandais. Champion des Pays-Bas amateur du demi-fond et médaillé d'argent du championnat du monde de demi-fond amateur en 1974, il devient professionnel en août 1976. Il est champion du monde de demi-fond professionnel en 1979 et 1982, après avoir été médaillé d'argent en 1978.

## Palmarès sur piste

### Championnats du monde
- Montréal 1974
  -  Médaillé d'argent du demi-fond amateur
- Munich 1978
  -  Médaillé d'argent du demi-fond professionnel
- Amsterdam 1979
  -  Champion du monde de demi-fond professionnel
- Leicester 1982
  -  Champion du monde de demi-fond professionnel

### Championnats nationaux
- Champion des Pays-Bas de demi-fond amateur en 1974
- Champion des Pays-Bas de demi-fond professionnel en 1976, 1979, 1980

## Palmarès sur route
- 1975
  - 2e étape du Tour de Hollande-Septentrionale